# Jôf Fuârt
Il Jôf Fuart (in sloveno Viš, in tedesco Wischberg) è una montagna delle Alpi Giulie, alta 2 666 m s.l.m., l'ottava per altezza dell'intera regione e appartenente alla Catena Jôf Fuârt-Montasio: considerata una delle cime più belle e imponenti delle Alpi Giulie, è una delle due vette principali di un gruppo di cime che si allunga da ovest ad est, proseguimento a est del gruppo del Montasio, da cui è separato dalla forcella Lavinal dell'Orso, elevandosi tra la forcella Mosè e l'Alta Madre dei camosci.

## Descrizione

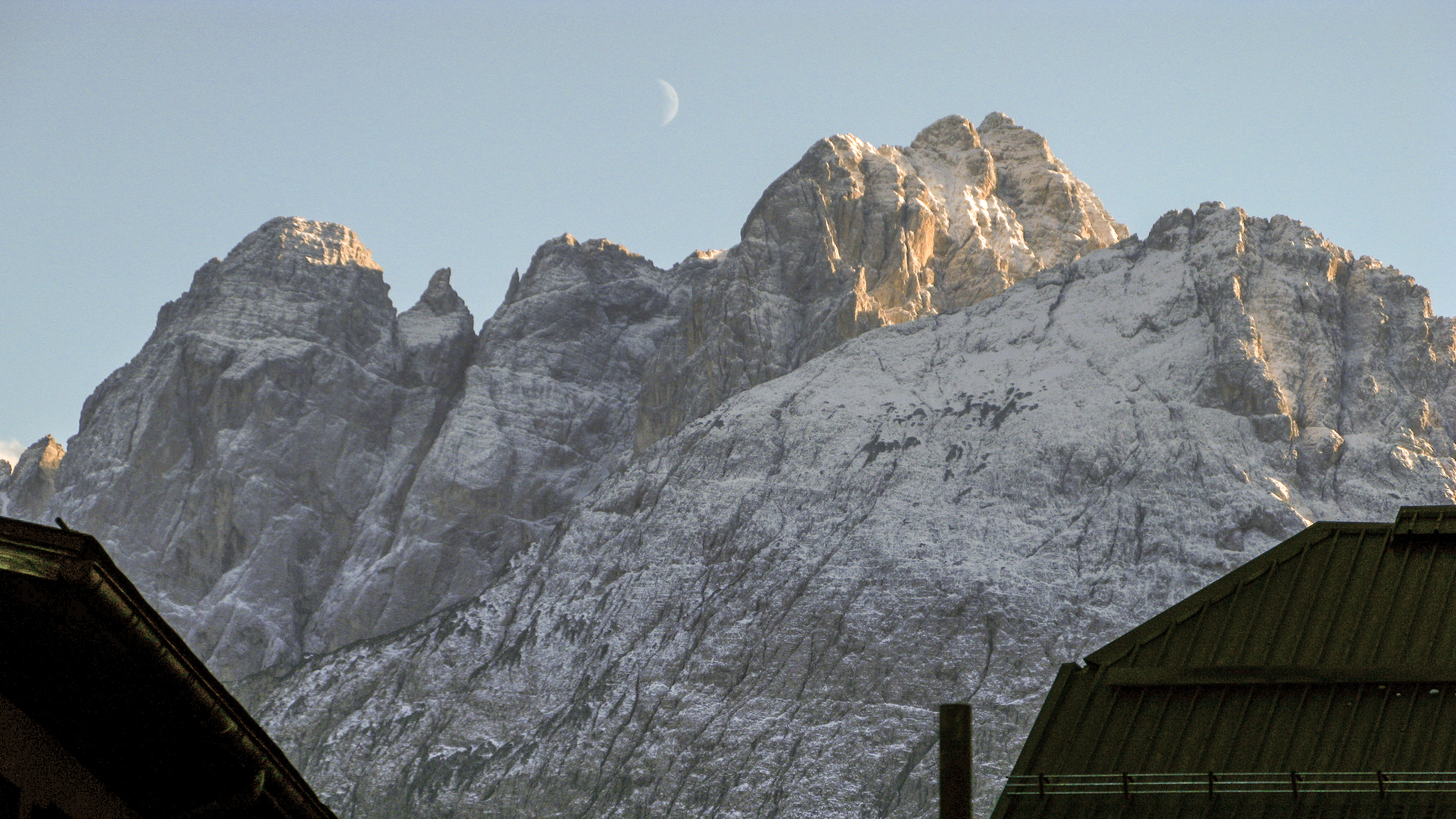
Jôf Fuart visto dalla Valbruna

La via normale alla cima del monte sale dal versante sud (comune di Chiusaforte). Dalla cima si gode un panorama specialmente sui gruppi del Montasio, Canin, Tricorno e Mangart. A Nord si vedono le verdi vallate della Carinzia, di Tarvisio, di Villaco, i laghi di Wörth e di Ossiach. Come le cime vicine (Monte Canin, Jôf di Montasio) fu luogo di aspri combattimenti nel corso della prima guerra mondiale.

### Ascensioni principali
Via normaleDal rifugio Guido Corsi si risale i ripidi prati del versante sud-est in direzione della vetta. Si avanza quindi in roccia, si passa sotto un arco attrezzato con corde fisse e poi per detriti e sfasciumi si raggiunge la cima. Il tempo di percorrenza è di circa due ore e mezza.
Gola di nord-estDal rifugio Pellarini si sale verso sella Nabois, si gira a sinistra per traversare il nevaio compreso tra lo spigolo nord-est del Jôf Fuart e lo sperone roccioso conosciuto come "piccolo Jôf", percorrendo quindi la gola che si trova dietro quest'ultimo per canalini e placche spesso bagnate. Alcuni passaggi sono attrezzati fino al III grado. Bisogna prestare particolare attenzione poiché c'è pericolo di caduta sassi. Il percorso richiede circa quattro ore. Questa via fu percorsa per la prima volta da Julius Kugy, Graziadio Bolaffio e le guide Joze Komac e Anton Oitzinger il 22 settembre 1901, ed attrezzata dagli austriaci nel corso della prima guerra mondiale.
Sentiero attrezzato Anita GoitanCompletato nel 1973 in memoria di un'alpinista e sciatrice triestina, la via percorre il semicerchio di cime tra la forcella di Riofreddo e la forcella Lavinal dell'Orso, per uno sviluppo di circa 6 km. Coincide in parte col tragitto intuito da Kugy e da lui battezzato "Cengia degli Dei" che, sfruttando le cenge caratteristiche del gruppo, percorre l'intero gruppo in quota in senso antiorario con difficoltà alpinistiche.

#### Cengia degli Dei
Il più spettacolare percorso orizzontale delle Alpi, lungo 6 km e con passaggi fino al IV+ lungo le pareti del Fuart. Esso parte dalla forcella Lavinal dell'Orso, passa per la gola nord-est tagliando le cime Riofreddo, Innominata e Madri dei Camosci e compie il periplo delle pareti del Fuart fino alla forcella Mosè da cui poi si innesta sul sentiero Goitan. Il primo a completarlo fu Emilio Comici, con Mario Cesca, il 31 agosto 1930. Fu percorso in invernale da Nives Meroi, Romano Benet e Luca Vuerich dal 28 al 30 gennaio 2001.
Lungo le pareti del Fuart sono state tracciate anche numerose vie di arrampicata tutte lunghe, impegnative ed in ambiente selvaggio, poco ripetute, ma di ogni grado di difficoltà.

### Rifugi
Il gruppo è servito dal rifugio Luigi Pellarini (1.499 m s.l.m.), situato all'imbocco della carnizza di Camporosso a nord, dal rifugio Guido Corsi (1.874 m) a sud, dal Bivacco C.A.I. Gorizia (1.950 m circa) ad est. Lungo il sentiero che porta al bivacco, nella valle di Riobianco, si trova un capanno attrezzato in legno denominato rifugio Guido Brunner (1.432 m). È inoltre presente nella valle di Riofreddo, a nordest, il bivacco Carnizza di Riofreddo, posto a 1.457 m nella località omonima che va a sostituire il precedente bivacco Olimpia Calligaris, dismesso nel 1997.